# Időcsapda
Az Időcsapda az Odaát című televíziós sorozat harmadik évadjának tizenegyedik epizódja.

## Cselekmény
A fivérek egy floridai kisvárosban nyomoznak, egy eltűnt professzor ügyében. Kedd van, Sam álmát reggel a rádiósórára veri fel, majd miután bátyjával együtt fogat mostak, lemennek a közeli étterembe reggelizni. Mivel felmerül bennük, hogy a helyi elvarázsolt kastély is állhat az ügy hátterében, ellátogatnak, éjjel pedig betörnek oda, hogy körülnézzenek. Váratlanul azonban feltűnik a dühös tulajdonos, és puskájával lelövi Deant...
Sam meglepő módon, hirtelen moteli ágyában találja magát, ismét a zenélő rádiósóra mellett. Lepereg előtte a fogmosás, az éttermi beszélgetés, ahogyan a pincérnő ügyetlenkedik, mindezt azonban valami álomféleségként éli meg, amíg Deant az úttesten halálra nem gázolja egy autó.
A nap újrakezdődik, ám Dean ismét, majd sorra meghal; hol szekrény zuhan rá, hol egy kutya öli meg, hol pedig elcsúszik a zuhanyzóban. Sam még az elvarázsolt kastélyt is szétveri, ám az időcsapda nem szakad meg, egy reggel azonban az étteremben megfigyeli, hogy az egyik pasas nem a megszokott kajáját eszi, így bátyjával letámadja az utcán. Meglepően tapasztalják, hogy az illető nem más, mint a korábbról ismert, ámde halottnak hitt pogány istenség, a Trükkös. A lény elmondja a fivéreknek, csak szórakozásból csinálta ezt velük, majd megígéri, többet nem fog szórakozni.
Sam ekkor ismét felébred, ezúttal a naptár már szerdát mutat. A fiú végre örül, hogy minden a "megszokott" kerékvágásban folytatódik tovább, csakhogy az egyedül a motelen kívül pakolgató Deant váratlanul lelövi egy tolvaj...
Hónapok telnek el, Bobby telefonüzenetei ellenére Sam magányosan folytatja vadászatait, miközben a Trükkös nyomában jár. Mikor Bobby értesíti, hogy rátalált a lényre, a fiú azonnal hozzá siet, ám a férfi váratlan helyzettel áll elő: meg tudják idézni az istenséget, ám a rituáléhoz azonnal rengeteg vérre lesz szükség, ártatlan ember megölése helyett pedig felajánlja saját magát. Sam valami rosszat sejt barátja körül, így egy karóval ledöfi őt, mire az leleplezi előtte, hogy ő a Trükkös.
A fiú könyörögni kezd, támassza fel Deant, mire az csettint egyet, Sam pedig újraébred azon a bizonyos szerdai reggelen. Felkelve, hatalmas ölelést ad bátyjának, akivel ezután tovább indulnak, Samben azonban az üres ágy láttán felmerül a gondolat, hogy nemsokára ismét el fogja veszíteni Deant, akkor pedig már nem lesz esélye, hogy visszahozza...

## Időpontok és helyszínek
- 2008. eleje – Broward County, Florida

## Zenék
- Asia – Heat Of the Moment
- Huey Lewis and The News – Back In Time

## Külső hivatkozások
- Supernatural-Mystery Spot az Internet Movie Database oldalon (angolul)